# Кища
Кища (дарг. Кӏиша) — село в Дахадаевском районе Дагестана. Административный центр Кищинского сельского поселения.

## География
Село находится на высоте 1292 м над уровнем моря. Ближайшие населённые пункты — Уркарах, Бускри, Чишили, Хуршни, Дейбук, Харбук, Шулерчи, Меусиша, Цизгари, Шадни.

## Население
| 1895  | 1926  | 1939  | 1970  | 1989  | 2002  | 2010  |
| ----- | ----- | ----- | ----- | ----- | ----- | ----- |
| 1789  | ↘674  | ↗1738 | ↗1858 | ↗2298 | ↗3569 | ↘3030 |
| 2021  | 2025  |       |       |       |       |       |
| ↘2718 | ↗2735 |       |       |       |       |       |

## Этимология
Происхождение названия местное предание объясняет следующим образом: при вопросе о том, из какого человек селения, ему говорят — кишан сайри — из какого селения ты. Данное селение собралось из многих селений и поэтому здесь частица ки употреблена в смысле — из многих неопределенных (селений) — Киша — из нескольких селений, из каких-то селений.